# Waldemar Olejniczak
Pour les articles homonymes, voir Olejniczak.
Waldemar Ryszard Olejniczak, né le 9 décembre 1961 à Przybojewo, est un entrepreneur et homme politique polonais membre de Droit et justice (PiS).

## Biographie

### Formation et vie professionnelle
Il est diplômé en gestion de l'université de Varsovie en 2000. Il travaille ensuite dans le secteur privé.

### Engagement politique
Il se présente en 2002 aux élections locales sur une liste indépendante et se fait élire à l'assemblée du district de Sierpc. Il est réélu en 2006. En 2014, il obtient un nouveau mandat sous les couleurs du parti Droit et justice.
Pour les élections législatives du 25 octobre 2015, il est investi en dixième position de la liste de la circonscription de Płock, conduite par l'ancien ministre Wojciech Jasiński. Il remporte alors 4 920 voix préférentielles, soit le huitième score des candidats de PiS qui n'obtient que six députés.
Le 22 décembre suivant, Waldemar Olejniczak entre à la Diète à l'âge de 54 ans après deux démissions, dont celle de Jasiński à qui il succède.